# 15088 Licitra
15088 Licitra eller 1999 CK82 är en asteroid i huvudbältet som upptäcktes den 10 februari 1999 av LINEAR i Socorro County, New Mexico. Den är uppkallad efter Jeffrey Lawrence Licitra.
Den tillhör asteroidgruppen Vesta.